# Γ-Нормиди
γ-Нормиди су слаб метеорски рој видљив само са јужне хемисфере. ЗХР γ-Нормида варира од године до године, најчешће је између 2 и 6 у максимуму. Овај рој је још увек недовољно истражен али постоје видео-посматрања која упућују на то да су γ-Нормиди заиста активан рој..